# Zmarli w roku 1964
Lista osób zmarłych w 1964:

## styczeń 1964
- 4 stycznia – Franciszek Gliwicz, polski działacz niepodległościowy, nauczyciel, oficer (ur. 1893)
- 20 stycznia – Cyprian Michał Iwene Tansi, nigeryjski trapista, błogosławiony katolicki (ur. 1903)
- 26 stycznia – Xawery Dunikowski, polski rzeźbiarz (ur. 1875)
- 27 stycznia – Stanisław Piętak, polski pisarz (ur. 1909)
- 30 stycznia – Berthold Altaner, niemiecki patrolog, duchowny katolicki (ur. 1885)

## luty 1964
- 1 lutego – William Howard Livens, brytyjski kapitan, inżynier wojskowy (ur. 1889)
- 5 lutego – Tekla Teresa Merlo, Sługa Boży, pierwsza matka Córek Świętego Pawła (ur. 1894)
- 6 lutego – Emilio Aguinaldo, filipiński polityk (ur. 1869)
- 17 lutego – Jan Szczepkowski, polski rzeźbiarz (ur. 1878)
- 26 lutego – Paweł Dudek, duchowny rzymskokatolicki (ur. 1878)[1]

## marzec 1964
- 5 marca – Kazimierz Budzyk, polski historyk i teoretyk literatury, profesor Uniwersytetu Warszawskiego (ur. 1911)
- 6 marca – Paweł I Glücksburg, król Grecji (ur. 1901)
- 7 marca – Samuel Wilks (statystyk), amerykański statystyk (ur. 1906)
- 18 marca – Norbert Wiener, amerykański matematyk, twórca cybernetyki (ur. 1894)
- 20 marca – Brendan Behan, irlandzki pisarz (ur. 1923)
- 23 marca – Peter Lorre, amerykański aktor (ur. 1904)
- 25 marca – Martin Borthen, norweski żeglarz, medalista olimpijski (ur. 1878)

## kwiecień 1964
- 1 kwietnia – Krzysztof Berbeka, polski alpinista i taternik, ratownik górski, przewodnik tatrzański (ur. 1930)
- 3 kwietnia – Aleksander Znamięcki, polski taternik, bankowiec (ur. 1884)
- 5 kwietnia – Douglas MacArthur, dowódca amerykański podczas II wojny światowej oraz wojny w Korei (ur. 1880)
- 7 kwietnia – Sabina Feinstein, polska działaczka ruchu rewolucyjnego pochodzenia żydowskiego (ur. 1880)
- 8 kwietnia – Julian Sztatler, polski piosenkarz i pianista, aktor (ur. 1914)

## maj 1964
- 7 maja – Karol Semik, działacz spółdzielczy na Śląsku Cieszyńskim, żołnierz PSZ na Zachodzie (ur. 1913)
- 14 maja – Nicholas Tregurtha, brytyjski rugbysta, medalista olimpijski (ur. 1883)
- 22 maja – Michał Tokarzewski-Karaszewicz, w czasie II wojny światowej przywódca Służby Zwycięstwu Polski (ur. 1893)
- 27 maja – Jawaharlal Nehru, indyjski polityk (ur. 1889)
- 30 maja:
  - Kazimierz Lepszy, polski historyk, profesor i rektor Uniwersytetu Jagiellońskiego (ur. 1904)
  - Leó Szilárd, amerykański fizyk pochodzenia węgierskiego (ur. 1898)

## czerwiec 1964
- 3 czerwca – Frans Sillanpää, fiński powieściopisarz i nowelista (ur. 1888)
- 10 czerwca – Leon Józefowski, polski działacz niepodległościowy, kawaler Orderu Virtuti Militari (ur. 1899)
- 17 czerwca – René Crabos, francuski rugbysta, medalista olimpijski (ur. 1899)
- 24 czerwca – Władysław Zych, polski artysta plastyk, twórca szkła artystycznego (ur. 1900)

## lipiec 1964
- 1 lipca – Ignacy Kozielewski, pedagog, współtwórca harcerstwa polskiego (ur. 1882)
- 8 lipca – Marian Kozielewski, żołnierz Legionów Polskich, polski oficer Policji Państwowej (ur. 1897
- 23 lipca – Samarendra Nath Roy, amerykański matematyk i statystyk (ur. 1906)
- 24 lipca – Maksym Rylski (ukr. Максим Тадейович Рильський), ukraiński poeta, tłumacz, publicysta (ur. 1895)
- 29 lipca – Wanda Wasilewska, polska i radziecka działaczka komunistyczna (ur. 1905)

## sierpień 1964
- 7 sierpnia – Aleksander Zawadzki, przewodniczący Rady Państwa (ur. 1899)
- 12 sierpnia – Ian Fleming, pisarz angielski, najbardziej znany z serii kryminałów z Jamesem Bondem w roli głównej (ur. 1908)
- 16 sierpnia:
  - Anthonij Guépin, holenderski żeglarz, medalista olimpijski (ur. 1897)
  - Paul Weinstein, niemiecki wszechstronny lekkoatleta (ur. 1878)
- 21 sierpnia – Władysław Findysz, polski duchowny katolicki, męczennik, błogosławiony (ur. 1907)
- 22 sierpnia – Symeon Łukacz, biskup greckokatolicki, błogosławiony katolicki (ur. 1893)
- 28 sierpnia:
  - Anders Lundgren, norweski żeglarz, medalista olimpijski (ur. 1898)
  - Franciszek Matuszczak, pułkownik piechoty Wojska Polskiego (ur. 1895)

## wrzesień 1964
- 13 września – Jan Mazurkiewicz, oficer Wojska Polskiego, działacz niepodległościowy, kawaler Orderu Virtuti Militari, sędzia, prokurator (ur. 1895)
- 27 września – Stanisław Buchholz, polski nauczyciel (ur. 1878)

## październik 1964
- 15 października – Cole Porter, amerykański kompozytor i autor piosenek (ur. 1891)
- 20 października – Herbert Hoover, amerykański polityk, prezydent USA (ur. 1874)
- 27 października – Willi Bredel, niemiecki pisarz (ur. 1901)
- 31 października – Theodore Freeman, amerykański astronauta (ur. 1930)

## listopad 1964
- 5 listopada – John S. Robertson, kanadyjski aktor i reżyser filmowy (ur. 1878)
- 11 listopada – Edward Steuermann, amerykański pianista, pedagog i kompozytor (ur. 1892)
- 13 listopada – Franciszek Barda, polski duchowny katolicki, biskup przemyski (ur. 1880)
- 18 listopada – Jan Stanisław Bystroń, polski etnolog i socjolog (ur. 1892)

## grudzień 1964
- 1 grudnia:
  - John B.S. Haldane, brytyjski genetyk i biolog, był jednym z twórców genetyki populacyjnej (ur. 1892)
  - Maria Klementyna Anuarita Nengapeta, kongijska zakonnica, męczennica, błogosławiona katolicka (ur. 1939 lub 1941)
- 7 grudnia – Nikołaj Aniczkow, rosyjski fizjopatolog (ur. 1885)
- 11 grudnia – Thomas Wedge, brytyjski rugbysta, medalista olimpijski (ur. 1881)
- 27 grudnia – Franciszek Spoto, włoski zakonnik, misjonarz, męczennik, błogosławiony katolicki (ur. 1924)